# Aimé Olivier

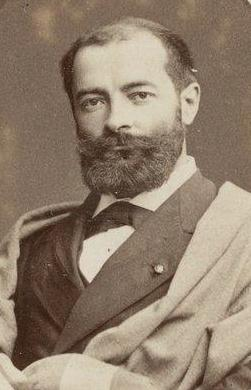
Aimé Olivier

Aimé Victor Olivier de Sanderval (Lyon, 10 juli 1840 - Montredon, maart 1919) was een Frans fietspionier en avonturier in West-Afrika. 

## Levensloop
Hij was een zoon van Sophie Antoinette Perret en Jules Olivier, directeur van een chemische fabriek nabij Avignon. Hij was de oudere broer van René Olivier (1843-1875). Hij huwde met Rose Pastré (1847-1892), de dochter van een handelaar uit Marseille en het echtpaar kreeg een zoon, Georges (1870-1937). Zij broer René huwde met een zus van Rose Pastré.
Beide broers studeerden aan de École impériale centrale des arts et manufactures. Aimé Olivier kwam in het familiebedrijf en werd directeur van de fabriek in Marennes, waar zwavelzuur werd geproduceerd. Hij ging er in de gemeentepolitiek en werd in 1868 burgemeester van Marennes. In 1871 werd deze fabriek overgenomen door Saint-Gobain.
In 1865 fietsten de broers samen met hun vriend Georges de la Bouglise, een student aan de École des Mines, over de 750 kilometer lange route impériale 7 die Parijs met Avignon verbond. Ze deden dit met fietsen van uitvinder Pierre Michaux. Michaux had verschillende verbeteringen aangebracht aan de draisine, een vroege fiets. De tocht had tot doel het materiaal te testen en publiciteit op te leveren voor de "michaudine", die twee jaar later op de wereldtentoonstelling veel succes zou kennen. Bouglise hield het voor bekeken bij Grenoble. De broers bereikten na acht dagen Avignon, waarbij ze soms meer dan honderd kilometer per dag aflegden over de slechte weg op fietsen die ongeveer dertig kilogram wogen.
De broers verbonden zich met Michaux en startten in 1868 een fietsenfabriek, de Compagnie parisienne des vélocipèdes. Aimé Olivier zou verschillende verbeteringen hebben aangebracht aan het model van Michaux: de rem en ook het metalen spaakwiel, waarvan de uitvinding soms aan hem wordt toegeschreven. Toch had Olivier geen patenten op zijn naam, dus deze toeschrijving is waarschijnlijk verkeerd. De broers Olivier kochten Michaux uit. Maar hun fabriek overleefde de troebelen van de Frans-Duitse Oorlog (1870-1871) niet. Aimé Olivier diende tijdens de oorlog als kapitein van de artillerie. Hij werd gevangen genomen bij Sedan maar wist te ontsnappen uit Duits krijgsgevangenschap. Na de oorlog trok hij naar Marseille. Zijn broer René overleed in 1875 in een verkeersongeval.
In 1876 was Aimé Olivier stichtend lid van de Société de géographie de Marseille. Hij was sinds zijn jeugd bezeten door reisverhalen. Tussen 1877 en 1919 ondernam hij vijf reizen naar het hoogland van Fouta Djalon in het huidige Guinee. Het gebied was toen een emiraat van de Peul, geleid door een imam. Olivier wist het vertrouwen te winnen van imam Almamy en kreeg zelfs het koninkrijk Kahel toegewezen. Hij was actief in het gebied als handelaar en maakte vanaf 1883 plannen voor een spoorweg door het gebied die de Atlantische kust met de Niger moest verbinden. Olivier was een voorstander van een vreedzame kolonisatie van het gebied door Frankrijk, dat het autocratische imamaat zou vervangen. In 1895 vervoegde zijn zoon Georges hem in Fouta Djalon. Vanaf 1897 werd het gebied inderdaad ingelijfd bij het Franse koloniale rijk, maar de Franse administratie zag hierin geen rol weggelegd voor Olivier die als een avonturier en idealist werd aanzien. Nochtans had Olivier een uitgebreide kennis van de streek en de mensen en had hij zijn reisindrukken opgetekend. Deze reisverhalen werden vanaf 1880 gepubliceerd en kenden enig succes in Frankrijk.
In 1881 was Olivier door de Portugese koning benoemd tot burggraaf van Sanderval en droeg hij voortaan de naam Olivier de Sanderval.